# Carlswerk

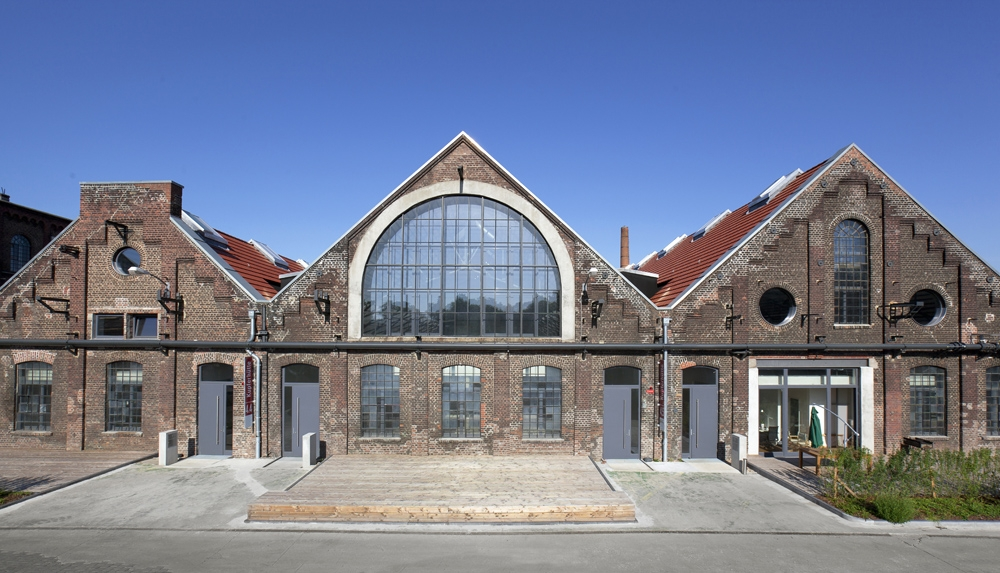
Kupferhütte im Carlswerk

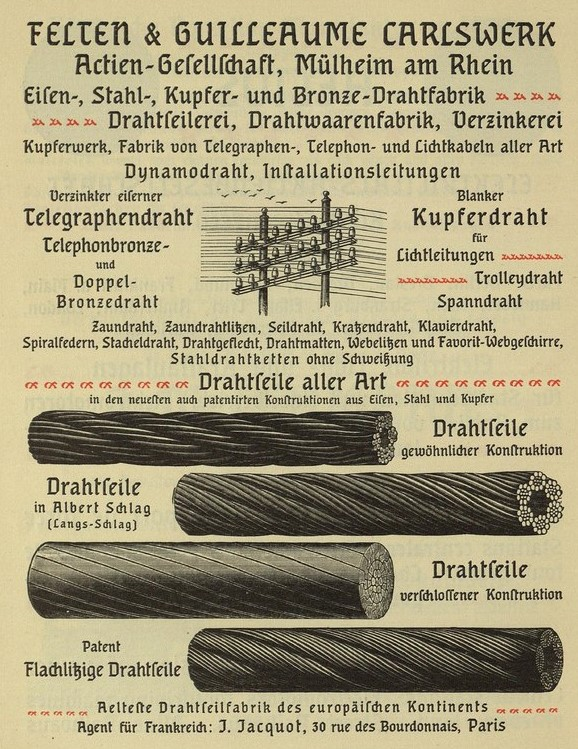
Weltausstellung Paris 1900

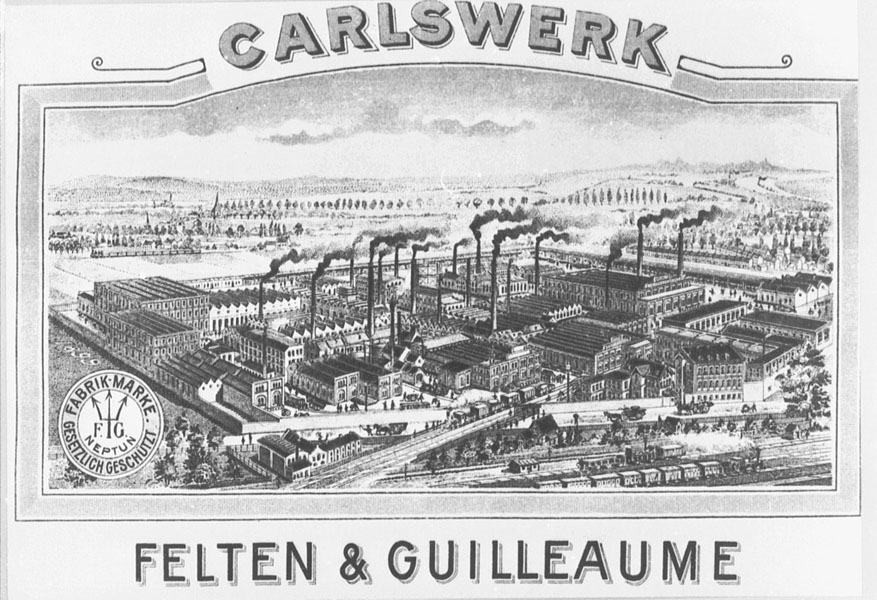
Das Carlswerk im Jahre 1899

Das Carlswerk in Köln-Mülheim war eine Produktionsstätte für Fahrdrähte, Freileitungsseile, Leitungsdrähte und Starkstromkabel aus Kupfer und Aluminium.

## Geschichte
Das Carlswerk wurde im Sommer 1874 von Franz Carl Guilleaume eröffnet. Im Jahr 1904 wurde im Carlswerk von Felten & Guilleaume das erste transatlantische Telefonkabel – welches Europa mit Nordamerika verband – produziert.  1929 wurden an diesem Ort die Tragseile der Kölner Mülheimer Brücke gefertigt, 1941 die Tragseile für die Rodenkirchener Brücke.
Im Krieg vergleichsweise wenig beschädigt, begann der Wiederaufbau im Carlswerk bereits ab Juni 1945. Im Laufe der Zeit wuchs das Werk weiter und bot in den 1960er Jahren 23.560 Menschen einen Arbeitsplatz.
Nach zahlreichen Umstrukturierungen und Transaktionen verkaufte die Hauptaktionärin GEW Köln ihre Felten-&-Guilleaume-Aktien an die Moeller GmbH, die 2008 von der irischen Eaton Corporation übernommen wurde.
Im Dezember 2007 erwarb die Beos GmbH das 127.000 m² große, brachliegende Werksgelände des Carlswerks an der Schanzenstraße, um einen Gewerbecampus mit einer Mischung aus Büro-, Gewerbe- und Serviceflächen zu errichten. Der Campus beinhaltet mehr als 20 Gebäude (erbaut zwischen 1896 und 1984). Kernstück ist ein 103 Meter langes Hauptgebäude aus dem Jahr 1961, das der Bastei-Lübbe-Verlag im Januar 2010 bezog. Die 1938–1948 erbaute ehemalige Spulenfabrik wurde bis März 2009 saniert. Weitere wichtige Gebäude sind das Laborgebäude (erbaut 1922, saniert bis Dezember 2008), das Quartier 2 (erbaut 1917, saniert bis Sommer 2010), das Quartier 1 (Baujahr 1897, saniert bis Juni 2009) sowie das Quartier 4 (Kupferhütte, erbaut 1896 und saniert bis August 2009). Seit August 2009 siedelten sich hier verschiedene Nutzer, insbesondere aus der Medienbranche, an. Erste Mietverträge wurden 2011 geschlossen.

## Veranstaltungsort
Während der dringend erforderlichen Sanierungsarbeiten am Standort des Kölner Schauspiels bildet das Carlswerk seit September 2013 die Ausweichspielstätte. Dies soll bis zur Wiedereröffnung der Bühnen am ursprünglichen Spielort am Offenbachplatz gelten, die für den Beginn der Spielzeit 2024/2025 vorgesehen war. Ende August 2024 gab Kulturdezernent Stefan Charles jedoch bekannt, dass auch für die Spielzeit 2025/2026 noch in der Interimsspielstätte geplant wird.
Seit seiner Eröffnung im Jahr 2018 wird das Carlswerk als Kultur- und Veranstaltungsort mit den „Sparten Ausstellung, Film, Kleinkunst, Konzert, Lesung, Tagung, Tanz, Theater, Workshop“ genutzt.
Die Veranstaltungen finden in den zwei Hallen Carlswerk Victoria und Club Volta statt.

## Ereignisse
Am 7. Juli 2021 brachte Vodafone in Kooperation mit Rewe für kurze Zeit das erste autonome Snack-Mobil ins Carlswerk. Mit Schrittgeschwindigkeit fuhr das Snack-Mobil auf ersten Teststrecken. Es war von 10 bis 16 Uhr in Dauerschleife auf dem Gelände unterwegs und mit einem Mobilfunkmodem ausgerüstet, sodass es sich per App orten ließ.